# آلف اسمیت (بازیکن فوتبال، زاده ۱۸۸۰)
آلف اسمیت (انگلیسی: Alf Smith؛ 1880 – 1957 (aged 77)) بازیکن فوتبال اهل بریتانیا بود.
از باشگاه‌هایی که در آن بازی کرده‌است می‌توان به باشگاه فوتبال استوک سیتی، باشگاه فوتبال کرو آلکساندرا، و باشگاه فوتبال ورکسام اشاره کرد.